# الغرامة (ردفان)

تعديل مصدري - تعديل

الغرامة هي إحدى قرى عزلة الحبيلين بمديرية ردفان التابعة لمحافظة لحج، بلغ تعداد سكانها 116 نسمة حسب تعداد اليمن لعام 2004.